# Liste von Namen im Koran
Die Liste von Namen im Koran enthält Eigennamen von Personen oder Figuren aus dem Koran. Sie erhebt keinen Anspruch auf Vollständigkeit.
| Name (deutsch) | Schreibung im Koran (arabisch)                        | DMG-Umschrift     | Sure, Vers | Bedeutung im Islam |
| -------------- | ----------------------------------------------------- | ----------------- | --- | --- |
| Abraham        | إِبْرَٰهِيم                                                | Ibrāhīm           | 2,124–136; 3,65–68; 4,53–54; 6,74–84; 9,70; 11,69–76; 12,6; 14,35–41; 15,51–56; 16,120–123; 19,41–49; 21,51–72; 22,26; 26,69–102; 29,16–19,24–27; 33,7; 37,83–113; 38,45–47; 42,13; 43,26–28; 51,24–37; 53,37; 5,26; 60,4–5; 87,19                                                                                             | Prophet und Begründer des monotheistischen Kults an der Kaaba in Mekka                                                |
| Adam           | ءَادَم                                                  | Ādam              | 2,30–37; 3,33–34,59; 4,1; 5,27; 7,19–27; 15,28–30; 17,61–62; 18,50; 18,58; 20,115–123; 36,60; 38,71–76 | Vater der Menschheit und Prophet                                                                                      |
| Ayyub          | أَيُّوب                                                  | Ayyūb             | 4,163; 6,84; 21,83–84; 38,41–44 | Prophet |
| Daoud          | دَاوُۥد                                                 | Dāwūd             | 2,249–251; 4,163; 5,78; 6,84; 17,55; 21,78–80; 27,15–16; 34,10–11; 38,17–26 | Prophet |
| Dhu l-Kifl     | ذُو ٱلۡكِفۡل im Koran nur im Akkusativ ذَا ٱلۡكِفۡلِۖ Ḏā l-Kifl | Ḏū l-Kifl         | 21, 85 | Koranische Figur, die die islamische Exegese entweder als Zweitname von Ḥizqīl oder als Sohn von Ayyūb identifiziert. |
| Elischa        | اَلۡيَسَع                                                 | al-Yasaʿ          | 6, 86 | ein Prophet |
| Gabriel        | جِبۡرِيل                                                 | Ǧibrīl            | 2,97–98; 16,102; 26,193; 53,5–9, 13–17; 66,4; 81,19–25 | Erzengel, Überbringer der Offenbarung an Mohammed                                                                     |
| Harun          | هَٰرُون                                                  | Hārūn             | 2,248; 4,163; 5,23; 6,84; 7,122, 150–151; 10,87–89; 19,28,53; 20,30–35, 42–50; 92–94; 21,48; 23,45–48; 25,35–36; 26,15–16; 28,34–35; 37,114–122 | Bruder Moses’, Prophet                                                                                                |
| Harut          | هَٰرُوت                                                  | Hārūt             | 2, 102 | ein Engel |
| Hūd            | هُود                                                   | Hūd               | 7, 65 | Der früheste der fünf arabischen Propheten im Koran                                                                   |
| Iblis          | إِبۡلِيس                                                 | Iblīs             | 18, 50 | Der oberste Teufel |
| Idris          | إِدۡرِيس                                                 | Idrīs             | 19,56; 21,85–86 | Prophet |
| Ilyas          | إِلۡيَاس                                                 | Ilyās             | 6,85; 37,123–132 | Prophet |
| Imran          | عِمۡرَٰن                                                  | ʿImrān            | 66,12 | Vater von Maryam, die im Koran sowohl die Schwester Mose als auch die Mutter von Jesus ist                            |
| Ishaq          | إِسۡحَٰق                                                  | Isḥāq             | 2,133; 3,84; 4,163; 6,84; 11,71; 12,6; 14,39; 19,49; 21,72; 29,27; 37,112–113; 38,45–47 | Sohn Ibrahims und Saras, Prophet                                                                                      |
| Ismael         | إِسۡمَٰعِيل                                                | Ismāʿīl           | 2,124–125; 3,84; 4,163; 6,86; 13,37; 19,54–55; 21,85–86; 31,101–106; 38,48; 90,3 | Sohn Ibrahims und Hagars, Prophet                                                                                     |
| Jakob          | يَعۡقُوب                                                 | Yaʿqūb            | 2,132–133; 3,84; 4,163; 6,84; 11,71; 12,8–9, 80–87, 93–99; 19,49; 21,72; 38,45–47 | Sohn Ishaqs und Prophet                                                                                               |
| Jesus          | عِيسَى                                                  | ʿĪsā              | 2,73; 3,45–63; 4,157–159,171–172; 5,46–47,72–78,110–119; 6,85; 9.30–31; 19,16–37; 21,91; 23,50; 33,7; 42,13; 43,57–65; 56,27; 61,6 | Gesandter Gottes, Prophet und Wort Gottes                                                                             |
| Jona           | يُونُس                                                  | Yūnus             | 4,163; 6,86; 10,98; 21,87–88; 37,139–148; 68,48–50 | Prophet |
| Josef          | يُوسُف                                                  | Yūsuf             | 6,84; 12,4–101 | Sohn Yaʿqūbs und Prophet                                                                                              |
| Lot            | لُوط                                                   | Lūṭ               | 29, 32 | Gesandter, der gegen die Sünden seines Volkes eintritt                                                                |
| Maryam         | مَرۡيَم                                                  | Maryam und Mirjam | 2,87,251; 3,33–47; 4,156–157; 5,17,46,116; 19,16–34; 21,91; 23,50; 57,27; 61,6; 66,12 | Mutter Jesu und Schwester von Moses (Musa) und Aaron (Harun)                                                          |
| Marut          | مَٰرُوت                                                  | Mārūt             | 2, 102 | ein Engel |
| Michael        | مِيكَىٰل                                                 | Mīkāl             | 2,98 | Erzengel |
| Mohammed       | مُحَمَّد                                                  | Muḥammad          | passim | Gesandter Gottes und letzter Prophet                                                                                  |
| Moses          | مُوسَى                                                  | Mūsā              | 2,47–57, 63–73; 3,84; 4,153–155; 5,20–26; 6,84; 7,103–156; 10,75–92; 11,96–99; 14,5–8; 17,101–104; 18,60–82; 19,51–53; 20,9–98; 21,48; 23,45–49; 25,35; 26,10–58; 61–65; 27,7–12; 28,3–44; 29,39; 32,23; 33,7; 37,114–122; 40,23–46; 41,45; 42,13; 43,46–56; 44,17–33; 46,30; 51,38–40; 53,36; 61,5; 73,15–16; 79,15–20; 87,10 | Gesandter Gottes und Prophet                                                                                          |
| Noah           | نُوح                                                   | Nūḥ               | 3,33; 4,163; 6,84; 7,59–64; 9,70; 10,71–73; 11,25–48; 14,9; 13,3; 19,58; 21,76–77; 22,42; 23,23–29; 25,37; 26,105–122; 29,14–15; 33,7; 37,75–83; 38,12; 40,5–6, 42,13; 50,12; 51,46; 53,52; 54,9–16; 57,26; 66,10; 71,1–27 | Gesandter Gottes und Prophet                                                                                          |
| Salih          | صَٰلِح                                                   | Ṣāliḥ             | 7, 73 | Prophet, der dem Volk der Thamūd gesandt wurde                                                                        |
| Schu'aib       | شُعَيۡب                                                  | Šuʿayb (Schu'aib) | 7,85–93; 11,84–85; 26,176–191; 29,36–37 | Prophet des Volkes Madyan                                                                                             |
| Suleiman       | سُلَيۡمَٰن                                                 | Sulaimān          | 2,102; 4,163; 6,84; 21,81–82; 27,15–44; 34,12–14; 38,30–40 | Sohn Dāwūds, Prophet                                                                                                  |
| Yahya          | يَحۡيَى                                                  | Yaḥyā             | 3,38–41; 19,10–13 | Sohn Zakarias, Prophet                                                                                                |
| Zacharias      | زَكَرِيَّا                                                 | Zakariyyā         | 3, 38 | Vater des Johannes |
| Zaid           | زَيۡد                                                   | Zaid              | 33, 37 | Zeitgenosse und ehemaliger Sklave Mohammeds                                                                           |